# Хосе Еулохіо Гарате
Хосе Еулохіо Гарате (ісп. José Eulogio Gárate, нар. 20 вересня 1944, Буенос-Айрес) — іспанський футболіст, що грав на позиції нападника, насамперед за мадридський «Атлетіко», а також національну збірну Іспанії.
Триразовий володар Трофею Пічічі, нагороди найкращому бомбардиру сезону Ла-Ліги.

## Клубна кар'єра
Народився 1944 року в Буенос-Айресі у баскській родині. Дитиною переїхав з батьками на їх історичну батьківщину, зростав і починав займатися футболом в Ейбарі. У дорослому футболі дебютував 1961 року виступами за команду місцевого однойменного клубу, в якій провів чотири сезони, граючи у третьому іспанському дивізіоні.
Протягом 1965—1966 років захищав кольори команди клубу «Індаучу» у Сегунді.
1966 року став гравцем столичного «Атлетіко», в якому й провів основну частину футбольної кар'єри. Швидко ставши одним з основних нападників мадридської команди, відіграв у її складі 11 сезонів, протягом яких тричі ставав чемпіоном Іспанії. Був одним з головних бомбардирів команди, маючи середню результативність на рівні 0,45 голу за гру першості. Протягом трьох сезонів поспіль, з 1969 по 1971 рік, ставав найкращим бомбардиром Ла-Ліги, щоправда кожного разу ділячи трофей із щонайменше ще одним голеодором змагання. Завершив професійну кар'єру футболіста виступами за «Атлетіко» у 1977 році.

## Виступи за збірну
У жовтня 1967 року дебютував в офіційних матчах у складі національної збірної Іспанії, у своїй першій грі за збірну відразу ж відзначився голом у ворота збірної Чехословаччини. Протягом наступних двох ігор у складі збірної став автором ще трьох м'ячів, утім надалі забитим голом за збірну зміг відзначитися лише одного разу попри досить регулярні виклики до лав національної команди.
Загалом протягом 9 років провів за збірну 18 матчів, забивши 5 голів.

## Статистика виступів

### Статистика клубних виступів
| Сезон                | Команда              | Чемпіонат            | Чемпіонат | Чемпіонат | Усього | Усього |
| Сезон                | Команда              | Ліга                 | Ігор      | Голів     | Ігор   | Голів  |
| -------------------- | -------------------- | -------------------- | --------- | --------- | ------ | ------ |
| 1961–62              | «Ейбар»              | ТД                   | ?         | ?         | ?      | ?      |
| 1962–63              | «Ейбар»              | ТД                   | ?         | ?         | ?      | ?      |
| 1963–64              | «Ейбар»              | ТД                   | ?         | ?         | ?      | ?      |
| 1964–65              | «Ейбар»              | ТД                   | ?         | ?         | ?      | ?      |
| Усього за «Ейбар»    | Усього за «Ейбар»    | Усього за «Ейбар»    | ?         | ?         | ?      | ?      |
| 1965–66              | «Індаучу»            | СД                   | 24        | 14        | 24     | 14     |
| 1966–67              | «Атлетіко»           | ПД                   | 14        | 9         | 14     | 9      |
| 1967–68              | «Атлетіко»           | ПД                   | 23        | 8         | 23     | 8      |
| 1968–69              | «Атлетіко»           | ПД                   | 20        | 14        | 20     | 14     |
| 1969–70              | «Атлетіко»           | ПД                   | 30        | 16        | 30     | 16     |
| 1970–71              | «Атлетіко»           | ПД                   | 28        | 17        | 28     | 17     |
| 1971–72              | «Атлетіко»           | ПД                   | 16        | 5         | 16     | 5      |
| 1972–73              | «Атлетіко»           | ПД                   | 24        | 5         | 24     | 5      |
| 1973–74              | «Атлетіко»           | ПД                   | 29        | 11        | 29     | 11     |
| 1974–75              | «Атлетіко»           | ПД                   | 32        | 17        | 32     | 17     |
| 1975–76              | «Атлетіко»           | ПД                   | 24        | 7         | 24     | 7      |
| 1976–77              | «Атлетіко»           | ПД                   | 1         | 0         | 1      | 0      |
| Усього за «Атлетіко» | Усього за «Атлетіко» | Усього за «Атлетіко» | 241       | 109       | 241    | 109    |
| Усього за кар'єру    | Усього за кар'єру    | Усього за кар'єру    | 265+      | 123+      | 265+   | 123+   |

### Статистика виступів за збірну
| Дата       | Місто | Господарі  | Результат | Гості          | Турнір | Голи | Примітки |
| ---------- | ----- | ---------- | --------- | -------------- | ------ | ---- | -------- |
| 22/10/1967 | -     | Іспанія    | 2 – 1     | Чехословаччина |        | 1    |          |
| 11/11/1968 | -     | Іспанія    | 1 – 1     | Бельгія        |        | 1    |          |
| 15/10/1969 | -     | Іспанія    | 6 – 0     | Фінляндія      |        | 2    |          |
| 11/02/1970 | -     | Іспанія    | 2 – 0     | НДР            |        | -    |          |
| 21/02/1970 | -     | Іспанія    | 2 – 2     | Італія         |        | -    |          |
| 22/04/1970 | -     | Швейцарія  | 0 – 1     | Іспанія        |        | -    |          |
| 28/10/1970 | -     | Іспанія    | 2 – 1     | Греція         |        | -    |          |
| 20/02/1971 | -     | Італія     | 1 – 2     | Іспанія        |        | -    |          |
| 12/04/1972 | -     | Греція     | 0 – 0     | Іспанія        |        | -    |          |
| 23/05/1972 | -     | Іспанія    | 2 – 0     | Уругвай        |        | 1    |          |
| 17/01/1973 | -     | Греція     | 2 – 3     | Іспанія        |        | -    |          |
| 21/02/1973 | -     | Іспанія    | 3 – 1     | Греція         |        | -    |          |
| 02/05/1973 | -     | Нідерланди | 3 – 2     | Іспанія        |        | -    |          |
| 21/10/1973 | -     | Югославія  | 0 – 0     | Іспанія        |        | -    |          |
| 24/11/1973 | -     | НДР        | 2 – 1     | Іспанія        |        | -    |          |
| 13/02/1974 | -     | Югославія  | 1 – 0     | Іспанія        |        | -    |          |
| 05/02/1975 | -     | Іспанія    | 1 – 1     | Шотландія      |        | -    |          |
| 17/04/1975 | -     | Іспанія    | 1 – 1     | Румунія        |        | -    |          |
| Усього     |       | Матчів     | 18        |                | Голів  | 5    |          |

## Титули і досягнення

### Командні
- Чемпіон Іспанії (3):

«Атлетіко»: 1969-1970, 1972-1973, 1976-1977
- Володар Кубка Іспанії (2):

«Атлетіко»: 1971-1972, 1975-1976
- Володар Міжконтинентального кубка (1):

«Атлетіко»: 1974

### Особисті
- Найкращий бомбардир Ла-Ліги (3): 1968-1969 (14 голів), 1969-1970 (16 голів), 1970-1971 (17 голів)